# Batalla de Lạng Sơn (1940)
La Batalla de Lạng Sơn (1940) fue un batalla militar de corta duración entre el Imperio del Japón y la Francia de Vichy, ocurrido en la Indochina Francesa. Este combate fue uno de los pocos conflictos armados dentro de la invasión japonesa al territorio, y se desarrolló en un lapso de apenas tres días.
La batalla se desarrolló en Lạng Sơn y áreas cercanas, situadas en lo que hoy es el norte de Vietnam. El ejército japonés invadió la ciudad tras forzar el paso desde la frontera con China hacia Vietnam.Las tropas francesas, al ser superadas en número por las fuerzas japonesas,tuvieron que abandonar Lạng Sơn el 25 de septiembre de 1940 y replegarse hacia Thái Nguyên.